# Michele Dalton
Michele Dalton (* 5. November 1988) ist eine US-amerikanische Fußballtorhüterin.

## Karriere

### Verein
Während ihres Studiums an der University of Wisconsin–Madison spielte Dalton von 2007 bis 2011 für die dortige Universitätsmannschaft der Wisconsin Badgers. In der Saison 2012 lief sie für das Franchise der Philadelphia Fever in der neugegründeten WPSL Elite auf und wechselte ein Jahr später zum isländischen Erstligisten UMF Selfoss. Anfang 2014 schloss sich Dalton dem schwedischen Zweitligisten Kvarnsvedens IK an. Dort erzielte sie am 29. Juli bei einer 1:2-Niederlage gegen den IK Sirius den Endstand per verwandeltem Strafstoß. Anfang 2015 kehrte Dalton in die Vereinigten Staaten zurück und wechselte zum NWSL-Teilnehmer Chicago Red Stars, für den sie am 9. Mai bei einem 3:0-Heimsieg über die Boston Breakers debütierte. Kurz vor Saisonbeginn 2018 wurde sie von den Red Stars freigestellt und wechselte wenige Wochen später zum Franchise der North Carolina Courage.